# Technocratie
Technocratie is een organisatorisch systeem, waarbij de beleidsmakers beslissen aan de hand van adviezen van deskundigen op deelterreinen. Het beleid wordt aldus uitgetekend na uitgebreide technische, economische en sociale analyses, en de knopen worden doorgehakt op basis van de resultaten van deze analyses, niet op basis van ideologie.
De verlichtingsfilosoof Auguste Comte en de utopisten Claude Henri de Saint-Simon en Francis Bacon hebben in hun werk ideeën uitgewerkt die nauw aansluiten bij de staatsvorm van de technocratie. Later werd de beweging in de Verenigde Staten gepromoot door mensen als Frederick Taylor en Thorstein Veblen.
Voorstanders van technocratie zien wetenschappelijke besluitvorming als beter dan politieke besluitvorming omdat de politieke besluitvorming te veel op deelbelangen gebaseerd zou zijn, en daardoor niet geheel rationeel zou zijn. Concrete voorbeelden van technocratische methoden zijn wetenschappelijke bedrijfsvoering en kosten-batenanalyse. 

## Kritiek
Technocratie kan ook negatief worden opgevat. Wanneer deskundigen en specialisten op deelterreinen veel macht krijgen bij het bepalen van de discussie, kan dit ten koste gaan van de invloed van burgers en ten koste van de politieke keuzeruimte, politici zelf of de democratie. Het gaat ook mogelijk ten koste van de (door de politiek te waarborgen) afweging van belangen tussen meerdere beleidsterreinen en ten koste van de waarden waarop deze belangenafweging gebaseerd zou moeten zijn.

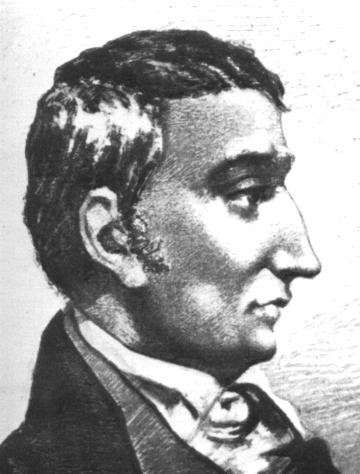
Saint-Simon
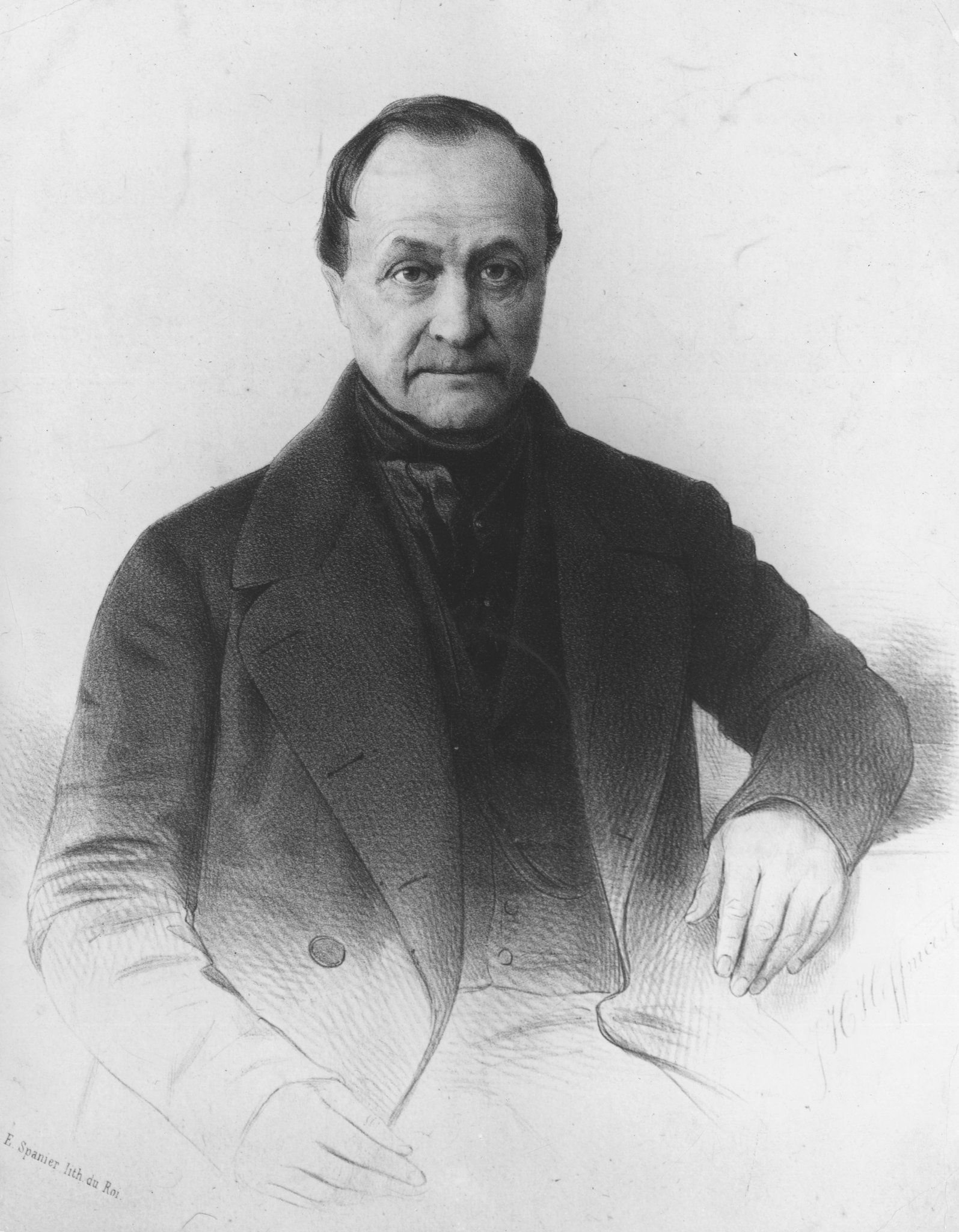
Auguste Comte